# Crucero Chich
Crucero Chich är en ort i Mexiko.   Den ligger i kommunen Chilón och delstaten Chiapas, i den sydöstra delen av landet, 800 km öster om huvudstaden Mexico City. Crucero Chich ligger 818 meter över havet och antalet invånare är 193.
Terrängen runt Crucero Chich är huvudsakligen kuperad, men västerut är den bergig. Runt Crucero Chich är det ganska tätbefolkat, med 54 invånare per kvadratkilometer. Närmaste större samhälle är Centro Chich, 3,4 km väster om Crucero Chich. I omgivningarna runt Crucero Chich växer i huvudsak städsegrön lövskog.